# Armstrong Whitworth A.W. 19
L'Armstrong Whitworth A.W. 19 est un avion de bombardement, torpillage et reconnaissance britannique de l'entre-deux-guerres.
Construit sur fonds privés pour répondre à la Spécification G.4/31, ce biplan à ailes égales non-décalées avait une structure métallique supportant un revêtement partiellement entoilé. Il se caractérisait par une voilure dont le plan supérieur venait s’appuyer sur le sommet d’une cabine fermée logeant le poste de l’observateur-navigateur, encadré par un pilote en poste ouvert à l’avant de l’aile et un poste de mitrailleur au niveau du bord de fuite. Le plan inférieur affectait une forme en W très aplati, conjuguée à un train d'atterrissage composée de deux éléments indépendants sans essieu, puisqu’une des missions prévues était le torpillage. L’unique prototype effectua son premier vol le 26 février 1934 mais à l’issue d’une longue période d’essais le programme fut abandonné.